# キャント・ホールド・バック
「キャント・ホールド・バック」（Can't Hold Back）は、スウェーデンの歌手アントン・エワルドの2作目のシングル。

## 概要
スウェーデンでのチャートインは逃したものの、トルコでのチャートインを果たした。

## 収録曲
1. キャント・ホールド・バック "Can't Hold Back"